# Halomsír

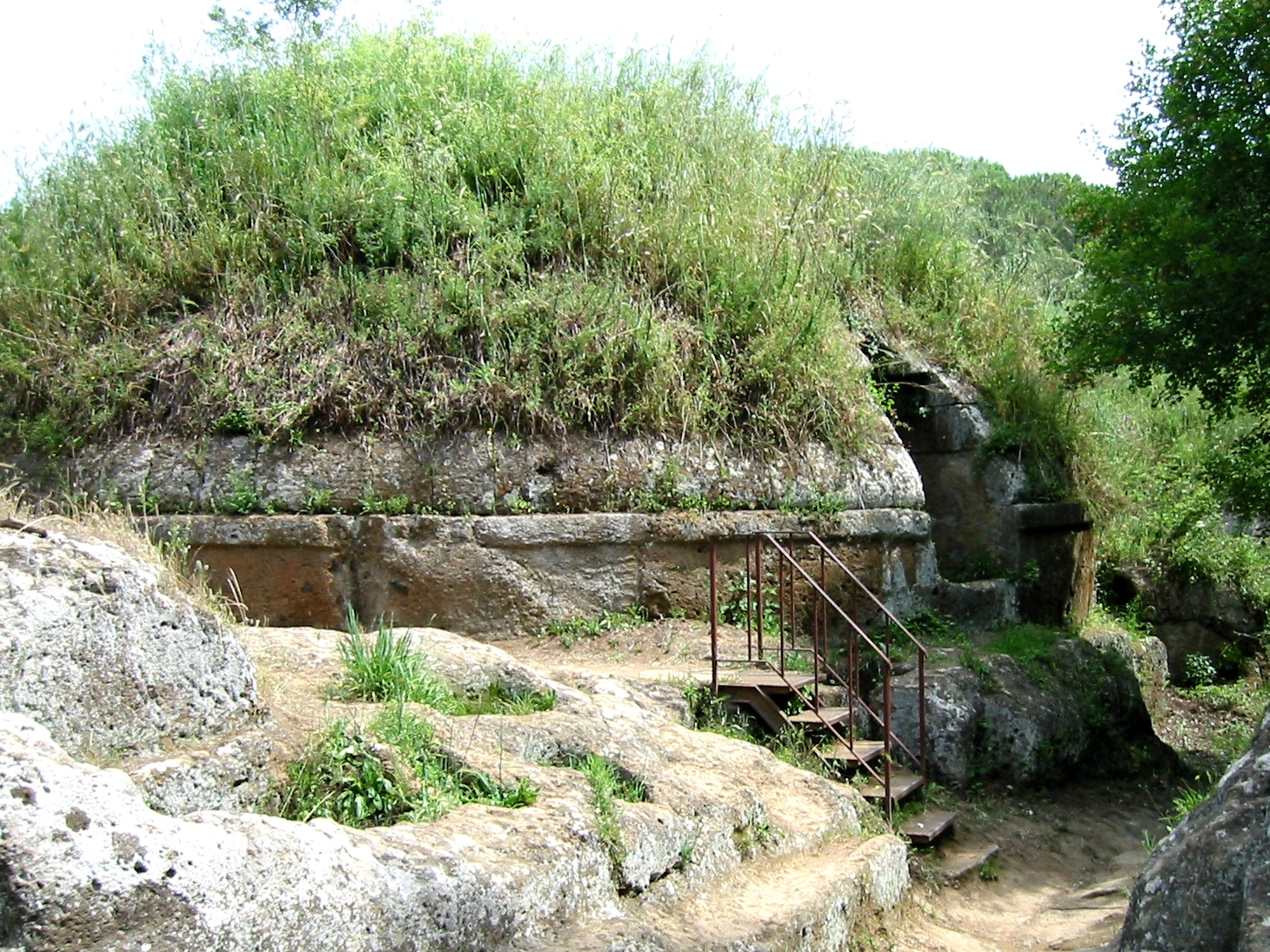
Halomsír a banditacciai nekropoliszban, Cerveteri, Olaszország

A halomsír, kurgán vagy tumulus olyan, az elmúlt néhány ezer év során készült sír vagy sírcsoport, amely fölé földből és kövekből halmot emeltek. Ilyen sírokat világszerte találtak, sok közülük látogatható. Ahogy a koruk is, a magasságuk is változatos: a néhány méterestől a 69 méteresig terjednek.
Az ókorban többek közt a Közel-Keleten, Trójában, a mükénéi kultúrában, a szkítáknál (itt kurgán néven ismeretesek) és az etruszkoknál volt igen elterjedt. Híres halomsírok: „Akhilleusz sírja” Trójában (Akhilleion), a Sigeion-fokon; „Cucumella” Etruriában, Vulci mellett. Halomsíros temetkezés található Felső-Egyiptomban és Núbiában, előfordulása az i. e. IV. évezredtől az egyiptomi újbirodalom koráig tart.

## Kurgán
A kurgán olyan gödörsír, amelynek feltöltése után a tetejére halmot emeltek. Az eurázsiai sztyeppére volt jellemző a Kárpátok és a Bajkál között az i. e. 3. – i. sz. 1. évezredben. A kutatók többsége az indoeurópai, főleg indoiráni népekhez társítja őket (pl. az i. e. 1. évezredben a kimmerekhez, szkítákhoz, szarmatákhoz).

## Kunhalom
A Kárpát-medence kurgánjait kunhalmoknak nevezik, s ezek emlékét számos helynév őrzi, pl. Százhalom, Korhány (kurgán). Többnyire magányosan állnak a pusztában, néha kövezett út is vezet hozzájuk. Nagyságuk az oda temetett személynek az adott társadalomban betöltött rangjától függ, akad 20 m magas és 300 m kerületű is.
Rendeltetési céljuk a piramisokéhoz, zikkuratokéhoz hasonló, kivitelezésük a mükénéi álkupolás síremlékhez hasonlít, bár jóval fejletlenebb annál. Típusaik között akad olyan, amikor a sírt a föld alá ásták, máskor közvetlenül a földfelszínen épült. A sírt fából emelték, a favázra földet halmoztak, így mesterséges domb alakult ki. Előfordult, hogy egy kurgánba többen temetkeztek. A legelső kurgánok, melyek még az ősközösségi társadalmak idején keletkeztek, több család együttes sírhelyei voltak.
Magyarországon százával találhatók kunhalmok, főleg az Alföldön. Közülük a legnagyobb, a Gödény-halom Békésszentandrás közelében van. A kunhalom azonban nem teljesen azonos a halomsírral, a kunhalmok ugyanis gyakran nem temetkezési célt szolgáltak.
Százhalombatta település a nevét is száznál is több vaskori halomsírjáról kapta. Ezek közül a 115. számú halom 1998 óta nyitva áll a látogatók számára. 
Különleges halomsír található Inotán. Az i. sz. 2. század első feléből származtatott két, egyenként kb. 25 m átmérőjű inotai halomsír olyan római kori leletet rejtett, amely az egész Római Birodalomban ritkaságnak számít: ugyanis a halomban feltárt kocsitemetkezés római és kelta tradíciókat egyaránt tükröz, illetve különleges a halom helyszínen konzervált körítőfala, az ahhoz csatlakozó falfestményekkel díszített, kultikus funkciójú kis helyiség.